# Ventilation (byggnader)

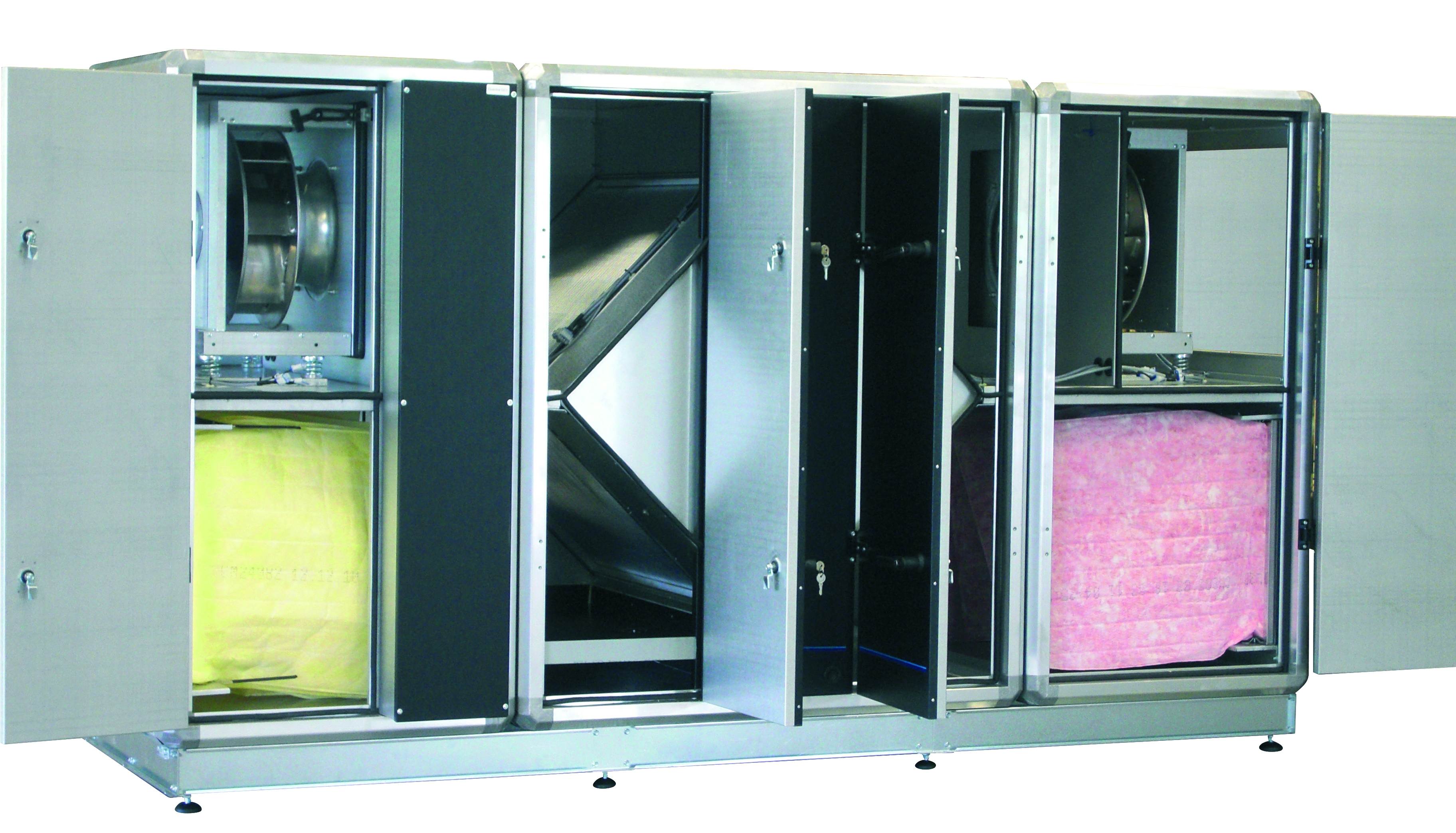
Modulbyggt ventilationsaggregat med värmeåtervinning (FTX).

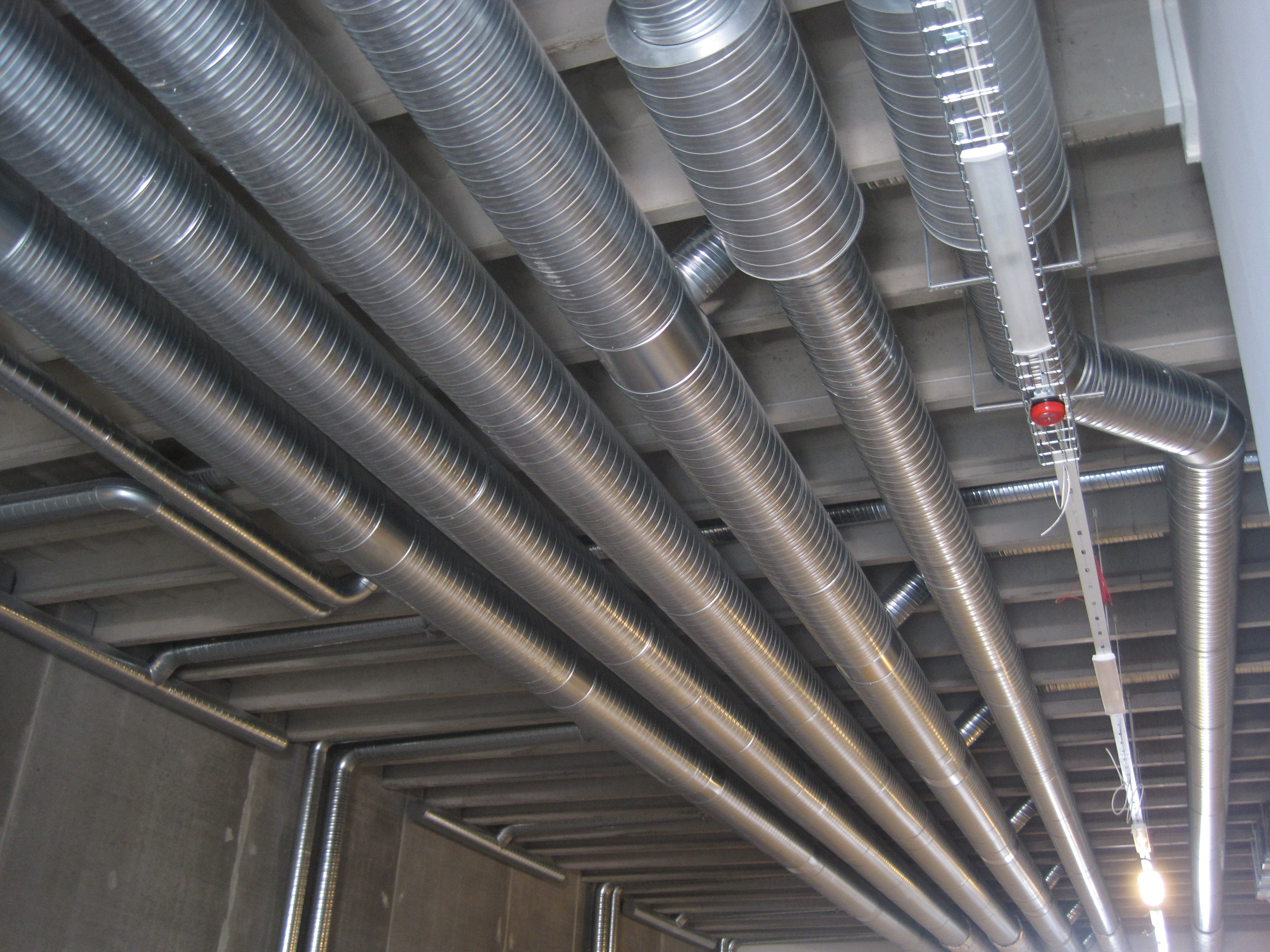
Delar av ventilationsanläggningen i ett av magasinen vid Arkivcentrum Syd i Lund. I arkivlokalar ställs särskilda krav på ventilationen, både av brandsäkerhetsskäl och på grund av behovet av ett jämnt och stabilt klimat.

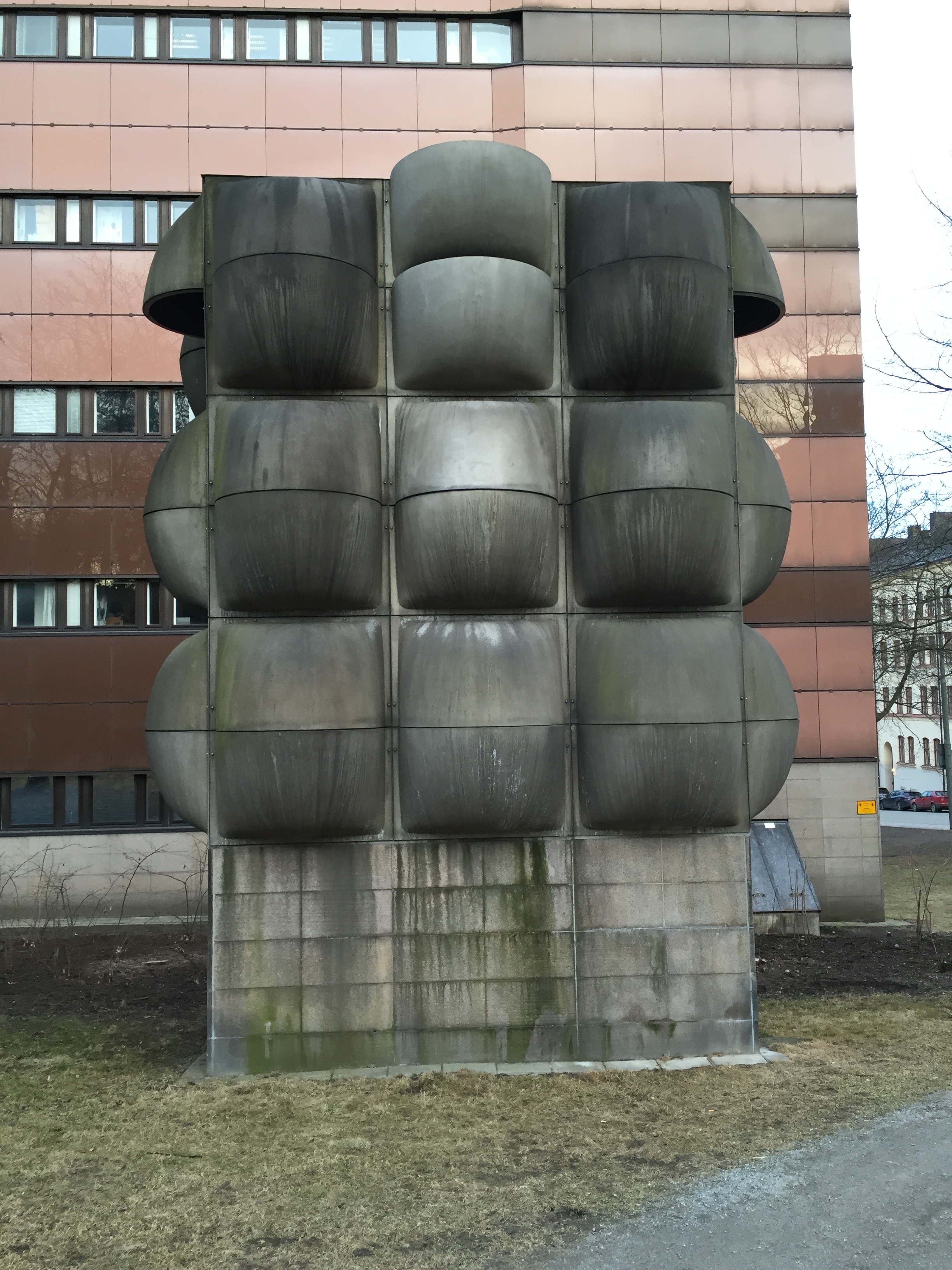
Ett ventilationstorn vid Kronobergshäktet, Stockholm, 2016

Ventilation innebär förflyttning och utbyte av luft i byggnader. Ventilationen har flera syften; den vanligaste är att man vill skapa ett behagligt inomhusklimat. Ventilationen transporterar bort fukt, föroreningar m.m. från rummet och tillför "frisk" luft  istället. Det finns ett antal kvalitetskrav på inomhusklimat, t.ex. att koldioxidhalten inte ska överstiga 1000 ppm i lokaler där människor vistas stadigvarande.

## Ventilationsprinciper
Grundregeln är att ventilationen ska anpassas till byggnaden och till den verksamhet som bedrivs i byggnaden. Självklart är kraven när det gäller bullernivå och luftkvalitet betydligt hårdare för en bostad än för en processindustri. Önskad ventilation går i princip att skapa på fyra olika sätt:
- självdrag
- mekanisk frånluft även kallat fläktförstärkt självdrag (FFS)
- mekanisk från- och tilluft (FT)
- mekanisk från- och tilluft med värmeåtervinning (FTX)

## Ventilationsaggregat
För att ge maximal flexibilitet byggs ventilationsaggregat för större luftmängder i de flesta fall upp genom att kombinera funktionsmoduler - fläkt, filter, värmeåtervinning, kyla osv. I flerfamiljshus, industrier och kontorsbyggnader placeras ventilationsaggregatet oftast av praktiska skäl högst uppe i byggnaden så att frånluftkanalen kan mynna ut på taket. 

## Ventilationskanaler
I nyare byggnader byggs kanalsystemet nästan uteslutande upp av spirallindade plåtrör i olika dimensioner, ofta i kombination med ljuddämpare. Kanalsystemen avslutas med till- och frånluftsdon. Speciellt brandhärdiga kanaler krävs för s.k. imkanaler, d.v.s. kanaler från exempelvis restaurangkök.  
Plåtrör började användas på 1950-talet och många av dessa är nu mogna för utbyte. I många bostadshus, inte minst byggnader från det s.k. miljonprogrammet, är det vanligt att ventilationen sker genom självdrag i murade skorstenskanaler. Det är också här som behovet av renovering och reparation är störst. Läckande kanaler orsakar en rad olika problem, förutom att självdraget inte fungerar, t. ex. lukt och buller.
De metoder som används är samma som används vid renovering av rökkanaler i tegelskorstenar, nämligen:
- Relining med kompositfoder
- Relining med flexibla stålrör
- Invändig glidgjutning med tätningsmassa

Kanaler som renoveras med kompositfoder eller tätningsmassa behåller sin area, men blir hårda och är därför känsliga för t.ex. sättningar. Flexibla stålrör klarar sättningar men kanalarean minskar.

## Processventilation
Processventilation är en specialiserad form av ventilation som syftar till att avlägsna föroreningar, såsom damm, rök, gaser och ångor, direkt vid källan i industriella och kommersiella miljöer. Genom att effektivt extrahera skadliga ämnen där de genereras förhindras spridning till den omgivande luften, vilket bidrar till en säkrare och hälsosammare arbetsmiljö. Denna metod är särskilt viktig i verksamheter där specifika arbetsprocesser producerar farliga ämnen, till exempel vid svetsning, kemisk bearbetning eller hantering av lösningsmedel. Genom att implementera processventilation kan arbetsgivare minska exponeringen för skadliga ämnen och uppfylla arbetsmiljökrav som ställs av myndigheter.

##### Typer av processventilation
Det finns flera typer av processventilation som anpassas efter arbetsprocessens krav och typen av förorening:
- Punktutsug: Ett flexibelt utsug som placeras nära föroreningskällan för att omedelbart fånga upp damm, rök, gaser eller ångor innan de sprids i lokalen.
- Ventilationshuvar: Större huvar som används över arbetsområden där föroreningarna sprids mer utbrett, exempelvis vid laboratoriearbete eller kemisk hantering.
- Inkapsling: Innebär att hela eller delar av processen omsluts för att effektivt begränsa och kontrollera utsläpp av skadliga ämnen.
- Riktad tilluft: Tilluftssystem som styr luftströmmar så att föroreningar leds direkt mot utsuget, vilket förbättrar effektiviteten i ventilationssystemet.

Val av system beror på faktorer som föroreningens art, mängd, arbetsprocessens utformning och behovet av rörlighet i arbetsområdet.

## Ventilationens historia och framtid[4]
Ventilation har varit en del av mänsklighetens strävan efter bättre inomhusmiljöer i tusentals år. Redan i antikens Egypten användes enkla metoder som öppna fönster och takventiler för att släppa in frisk luft och bli av med rök. I Rom utvecklades detta med akvedukter och hypokaust-system, som både värmde och ventilerade byggnader.
Under medeltiden var ventilation främst fokuserad på eldstäder och skorstenar. Med den industriella revolutionen på 1700- och 1800-talet blev behovet av avancerade lösningar större, särskilt i fabriker och gruvor, där mekaniska fläktar började användas för att förbättra luftflödet och skydda arbetarna.
På 1900-talet revolutionerade tekniska framsteg ventilationen. Luftkonditionering blev vanligt, och mekaniska system började installeras i sjukhus, skolor och kontor för att skapa hälsosamma miljöer. Energikrisen på 1970-talet ledde till utvecklingen av energieffektiva system som FTX (från- och tilluftsventilation med värmeåtervinning), som både sparade energi och förbättrade luftkvaliteten.
Idag är ventilationstekniken mer avancerad än någonsin. FTX-system är standard i många moderna byggnader, och innovationer som sensorer och automatiserade lösningar gör systemen smartare och mer energieffektiva. Avancerade filter skyddar mot partiklar, allergener och föroreningar, vilket skapar tryggare inomhusmiljöer.
Framtidens ventilation fokuserar på hållbarhet och digitalisering. Smarta system med AI och IoT kan anpassa sig till luftkvalitet och antal personer i ett rum, och modulära lösningar gör det möjligt att anpassa systemen för mindre bostäder som attefallshus. Med koldioxidneutral teknik och integrerade hälsolösningar förväntas ventilation spela en nyckelroll i framtidens hållbara städer och hem.